# Cyclomolops
Cyclomolops is een geslacht van uitgestorven weekdieren uit de klasse van de Gastropoda (slakken).

## Soort
- Cyclomolops sublaevigata (Deshayes, 1865) †